# Schuttrange
Schuttrange är en kommun och en liten stad i södra Luxemburg.   Den ligger i kantonen Luxembourg och distriktet Luxemburg, i den centrala delen av landet, 10 kilometer öster om huvudstaden Luxemburg. Antalet invånare är 3 923. Arean är 16,1 kvadratkilometer.
Terrängen i Schuttrange är huvudsakligen platt.

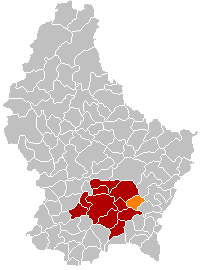
Schuttrange markerad med orange i karta över Luxemburg

Omgivningarna runt Schuttrange är en mosaik av jordbruksmark och naturlig växtlighet. Runt Schuttrange är det ganska tätbefolkat, med 230 invånare per kvadratkilometer.